# Luetzelburgia
Luetzelburgia es un género de plantas de la familia Fabaceae con trece especies.

## Especies
- Luetzelburgia andrade-limae
- Luetzelburgia auriculata
- Luetzelburgia bahiensis
- Luetzelburgia brasiliensis
- Luetzelburgia freire
- Luetzelburgia guaissara
- Luetzelburgia pallidiflora
- Luetzelburgia praecox
- Luetzelburgia ptemcarpoides
- Luetzelburgia pterocarpoides
- Luetzelburgia reitzii
- Luetzelburgia sotoi
- Luetzelburgia trialata